# Zlatitsa (huyện)
Zlatitsa là một huyện thuộc tỉnh Sofia, Bungaria. Dân số thời điểm năm 2001 là 6689 người.